# Салім Шервані (нападник у хокеї на траві)
Салім Шервані (21 червня 1962) — пакистанський хокеїст на траві.
Олімпійський чемпіон 1984 року.